# Huangtan, Fujian
Huangtan (kinesiska: 黄潭) är en köping i sydöstra Kina. Den ligger i Jiangle härad i staden Sanming i provinsen Fujian, omkring 210 kilometer väster om provinshuvudstaden Fuzhou. Antalet invånare är 9 730. Befolkningen består av 4 817 kvinnor och 4 913 män. Barn under 15 år utgör 18,0 %, vuxna 15-64 år 71 %, och äldre över 65 år 10,0 %.